# Sacra Famiglia
Con l'espressione Sacra Famiglia, nella dottrina cristiana, si intende la famiglia di Gesù, composta da quest'ultimo, da Maria e da Giuseppe.

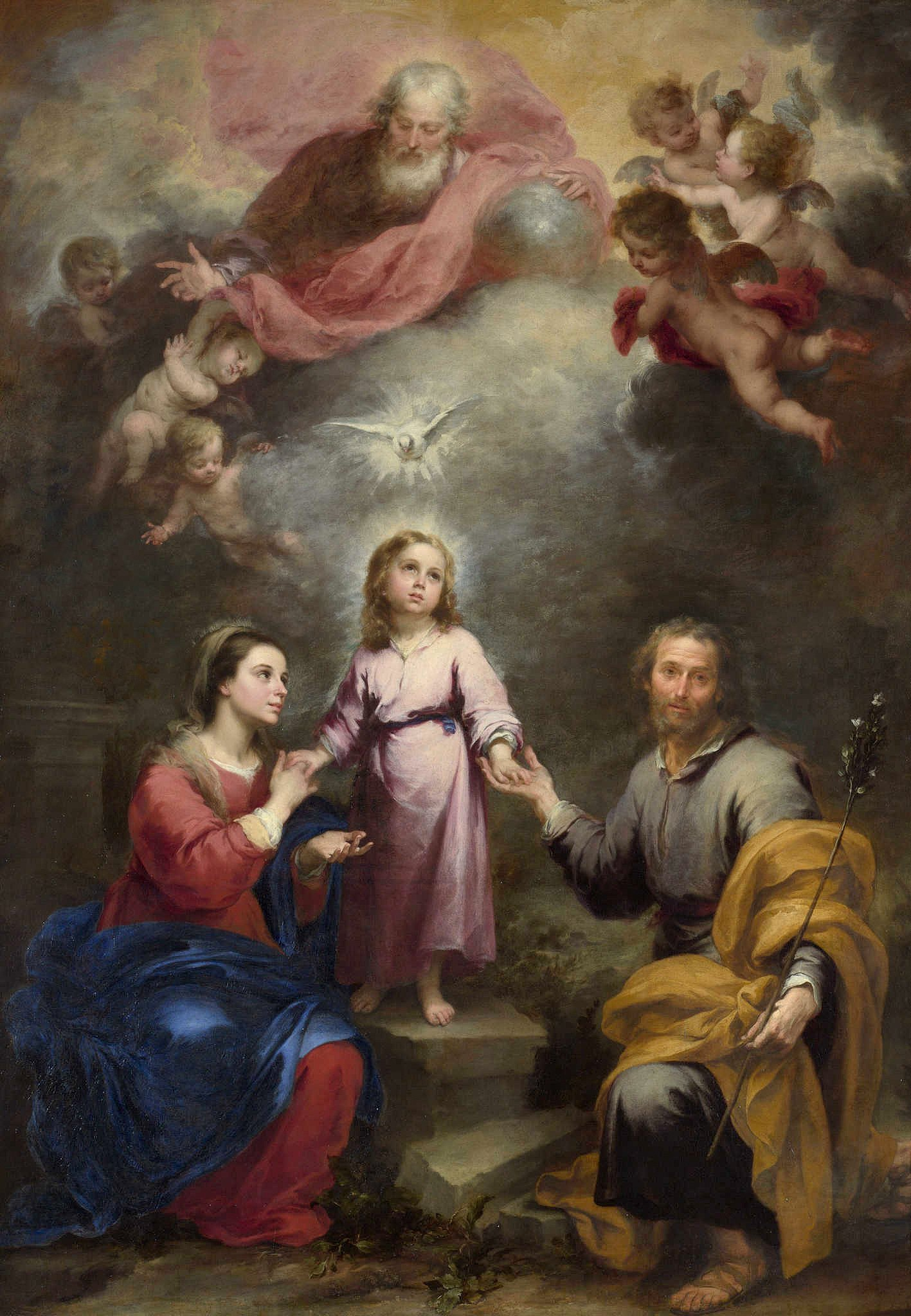
Bartolomé Esteban Murillo, Due Trinità, National Gallery, Londra.

Nel vangelo di Matteo, dopo l'adorazione dei Magi, un angelo avverte Giuseppe di fuggire in Egitto poiché Erode vuole uccidere il bambino Gesù; la sacra famiglia quindi permarrà in Egitto fino alla morte del re, il quale aveva ordinato di uccidere tutti i neonati maschi di Betlemme nel vano intento di liberarsi di Gesù. Morto Erode, la sacra famiglia fece ritorno a Nazareth. Nel vangelo di Luca si trovano invece l'episodio della circoncisione del bambino secondo la legge di Mosè, e lo smarrimento e ritrovamento di Gesù dodicenne al tempio di Gerusalemme; ritrovato dopo tre giorni di ricerca, la santa famiglia fece ritorno a Nazareth dove Gesù crebbe sottomesso ai genitori.

## Descrizione

### Esempio per la famiglia umana
Nella dottrina cristiana la Sacra Famiglia è stata sempre ritenuta un modello fondamentale della famiglia umana. I legami di affetto, di amore, di comprensione che le famiglie umane sono chiamate a rinnovare continuamente, sono particolarmente espressi e vissuti nella Sacra Famiglia.

### Festa della Santa Famiglia

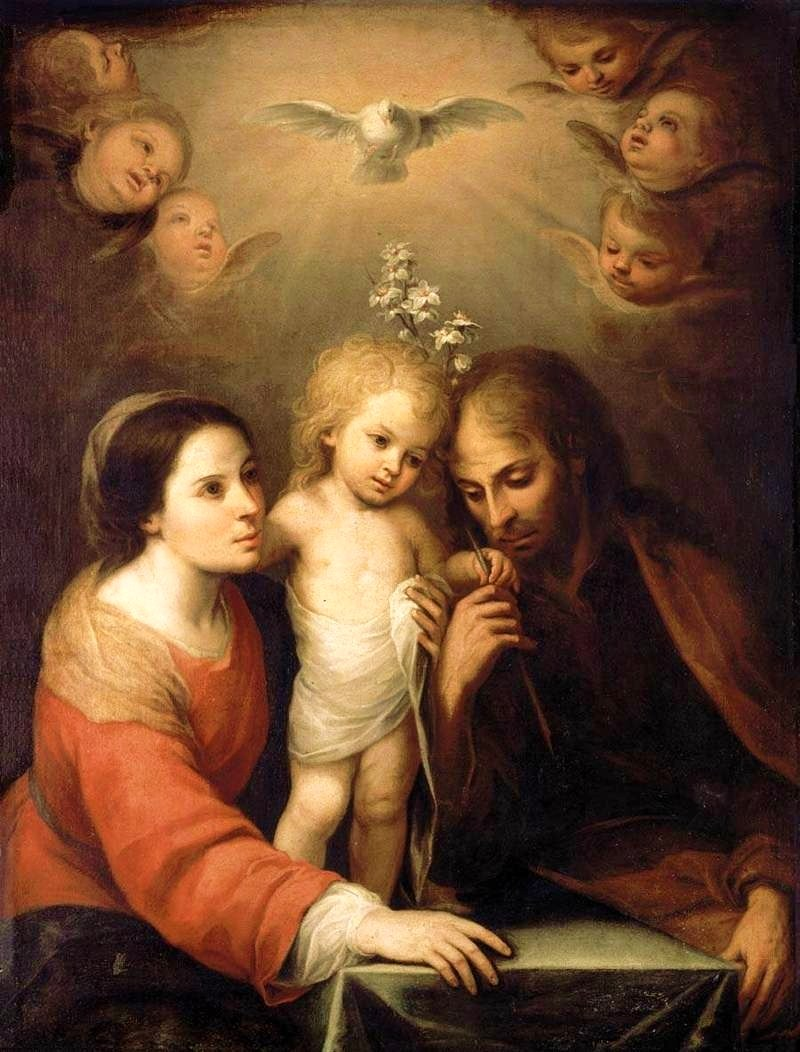
La Sacra Famiglia di Juan Simón Gutiérrez.

La festa della Santa Famiglia di Gesù, Maria e Giuseppe nel rito latino cade nel tempo di Natale nella domenica che intercorre tra il Natale e il Capodanno; in assenza della domenica la si festeggia il 30 dicembre. Nel Messale del 1962, invece, tale solennità cade nella prima domenica dopo l'Epifania.
Nel rito ambrosiano la ricorrenza viene celebrata nell'ultima domenica di gennaio, quindi nella terza o quarta domenica successiva all’Epifania.

### Nell'arte

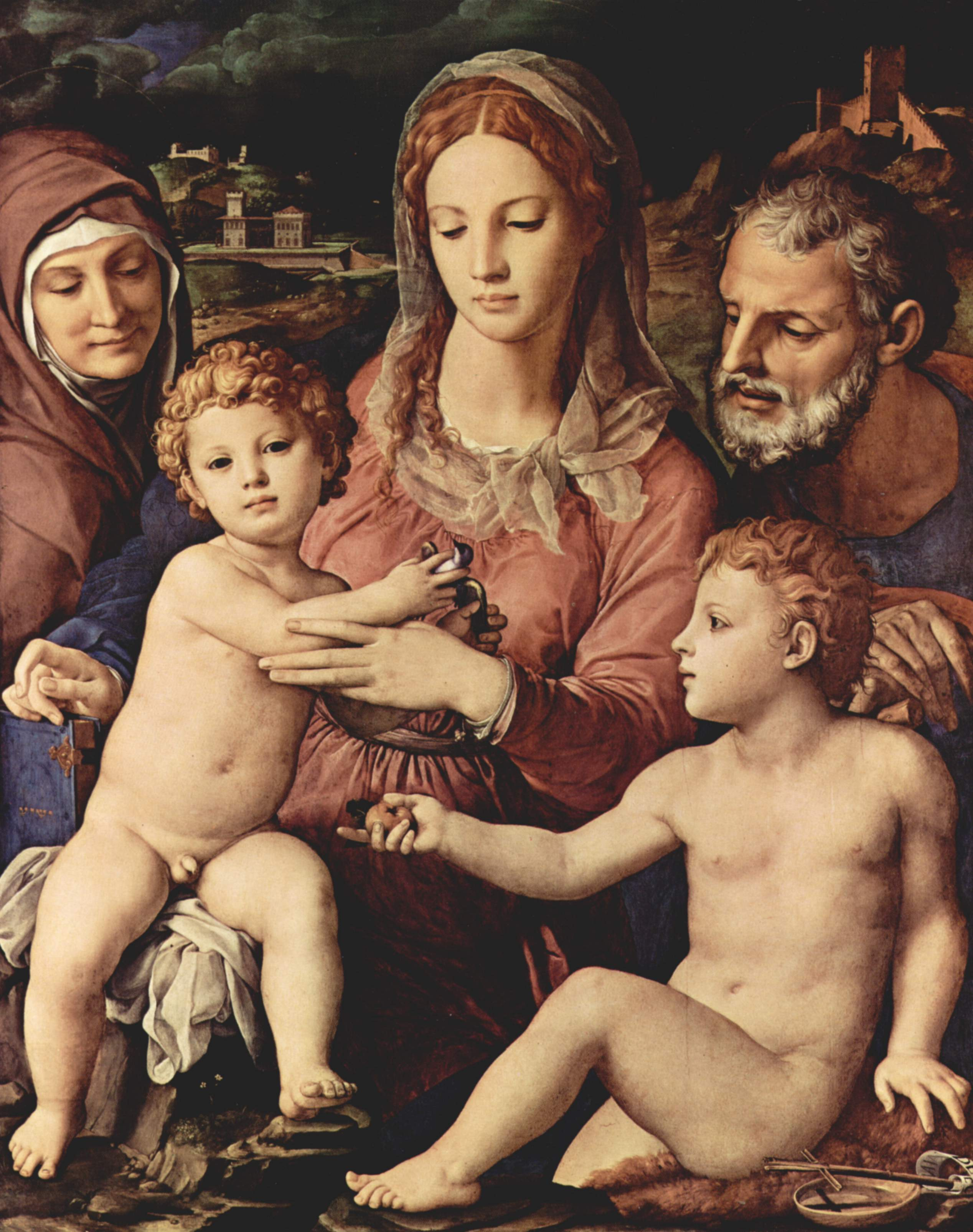
Sacra Famiglia di Agnolo Bronzino.

La Sacra Famiglia ha avuto un posto importante nell'arte e in particolare nell'arte pittorica. Molti pittori medioevali, rinascimentali e altri fino ad arrivare ai nostri tempi si sono ispirati alla Sacra Famiglia per realizzare i loro capolavori.
Elenco parziale di opere che hanno come soggetto la Sacra Famiglia:
- Sacra Famiglia Canigiani (Raffaello)
- Sacra Famiglia (Michelangelo)
- Sacra famiglia (Raffaello), conservata al Museo dell'Ermitage di San Pietroburgo
- Sacra famiglia con palma (Raffaello)
- Sacra Famiglia (Rembrandt)
- Sacra Famiglia con angeli (Rembrandt)
- Sacra famiglia con San Giovanni Battista (Caravaggio)
- Sacra Famiglia e famiglia del Battista (Mantegna)
- Sacra Famiglia (Catenanuova)
- Sacra famiglia (Battistello Caracciolo)
- Sacra Famiglia (Giuseppe Rapisardi)
- Sacra Famiglia (James Collinson)
- La Sacra Famiglia venerata dal Luogotenente e dai Deputati di Antonio Carneo
- La Sacra Famiglia di Michelangelo Anselmi
- La Sacra Famiglia di Pomponio Amalteo
- La Sacra Famiglia del Maestro del 1499
- La Sagrada Familia di Antoni Gaudí

### Congregazioni della Sacra Famiglia

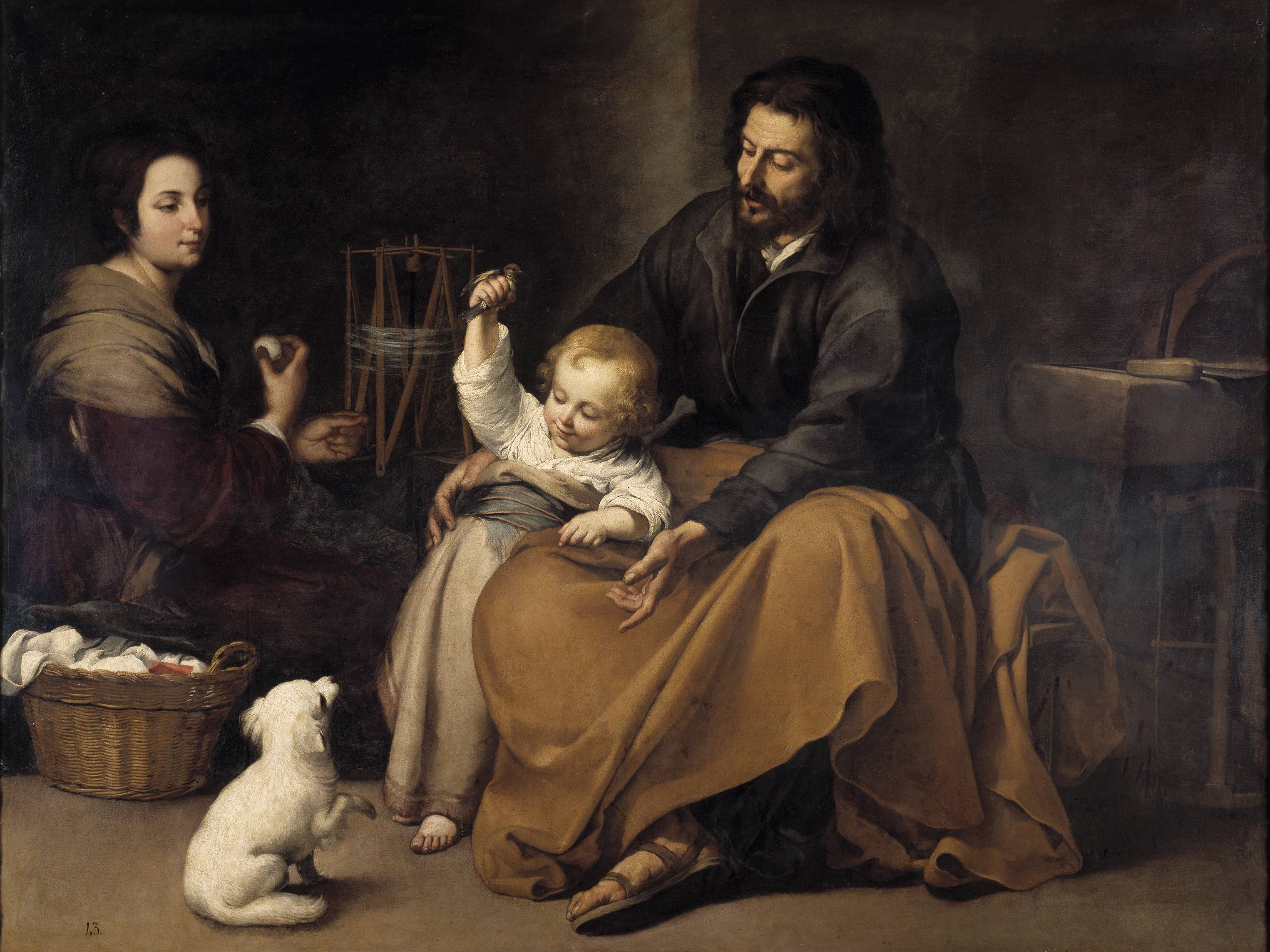
Sacra Famiglia col cagnolino di Bartolomé Esteban Murillo.

Esistono numerose congregazioni intitolate alla Sacra Famiglia: 
- le Ancelle della Sacra Famiglia, fondate nel 1933 a Cagliari;
- le Apostole della Sacra Famiglia, fondate a Messina nel 1890;
- l'Associazione della Sacra Famiglia, eretta nel 1892 da papa Leone XIII;
- la Congregazione della Sacra Famiglia di Bergamo, fondata nel 1856 a Martinengo (Bergamo) da Paola Elisabetta Cerioli per la cura e la formazione professionale degli orfani;
- la Congregazione della Sacra Famiglia di Nazareth, fondate da Giovanni Battista Piamarta a Brescia nel 1900;
- i Figli della Sacra Famiglia, fondati nel 1864 a Barcellona da Josep Manyanet y Vives per l'educazione della gioventù;
- le Francescane della Sacra Famiglia, fondate a Eupen nel 1857 da Josephine Koch;
- i Fratelli della Sacra Famiglia di Belley, fondati nel 1835 a Belley (Francia) da Gabriel Taborin per l'istruzione della gioventù;
- i Missionari della Sacra Famiglia, fondati nel 1895 a Grave da Jean-Baptiste Berthier.
- le Missionarie Figlie della Sacra Famiglia di Nazareth, fondate a Barcellona nel 1884 da Josep Manyanet y Vives;
- le Piccole Suore della Sacra Famiglia, fondate nel 1892 a Castelletto di Brenzone (Verona) da Giuseppe Nascimbeni per l'istruzione della gioventù e l'assistenza agli infermi;
- le Piccole Suore della Sacra Famiglia, fondate nel 1880 in Canada da Camille Lefebvre e Marie-Léonie Paradis;
- le Pie Figlie della Sacra Famiglia, di Mese;
- le Religiose della Sacra Famiglia, di Helmet, fondate nelle Fiandre nel 1856;
- le Sorelle Terziarie Cappuccine della Sacra Famiglia, fondate da Luis Amigó Ferrer nel 1878;
- le Suore Collegine della Sacra Famiglia, derivata da una comunità fondata da Pier Marcellino Corradini nel 1717.
- le Suore della Sacra Famiglia del Sacro Cuore, fondate dal gesuita Louis-Etienne Rabussier con Marie-Adelaïde Melin;
- le Suore della Sacra Famiglia di Amiens, fondate nel 1817 da Marie-Joseph Jacouet;
- le Suore della Sacra Famiglia di Bergamo, fondate a Comonte da Paola Elisabetta Cerioli;
- le Suore della Sacra Famiglia di Bordeaux, fondate a Bordeaux nel 1820 da Pierre-Bienvenu Noailles, dedite alla cura degli orfani e all'istruzione;
- le Suore della Sacra Famiglia di Manizales, fondate nel 1910 a Santa Rosa de Cabal da Jesús Antonio Molina Mejía e María de Jesús Mejía Jaramillo;
- le Suore della Sacra Famiglia di Mission San José, fondate nel 1872 a San Francisco;
- le Suore della Sacra Famiglia di Nazareth, fondate nel 1875 a Roma dalla religiosa polacca Franciszka Siedliska per l'educazione delle fanciulle e la cura dei malati;
- le Suore della Sacra Famiglia di Savigliano, fondate dalla beata Giuseppina Bonino;
- le Suore della Sacra Famiglia di Spoleto, fondate nel 1888 da Pietro Bonilli;
- le Suore della Sacra Famiglia di Thrissur, fondate in India da Mariam Thresia Chiramel Mankidyan;
- le Suore della Sacra Famiglia di Villefranche, fondate da sant'Emilia di Rodat nel 1816;
- le Suore Missionarie della Sacra Famiglia, fondate a Mohylew nel 1905 dalla religiosa polacca Bolesława Lament;
- le Suore Orsoline della Sacra Famiglia, fondate nell'arcidiocesi di Siracusa nel 1908.

## Filmografia
- La sacra famiglia è anche il titolo di una miniserie televisiva in due puntate diretta da Raffaele Mertes e trasmessa da Mediaset nel 2006.